# Scott Koziol
Scott Koziol là một tay ghita gass tạm thời cho Linkin Park. Anh chơi bass cho bài "One Step Closer" trong album Hybrid Theory (Ba bài chơi bass bởi Ian Hornbeck, tất cả bài còn lại chơi bass bởi tay ghita của Linkin Park, Brad Delson). Scott có thể thấy trong video MTV bài "One Step Closer", và đi lưu diễn vài chuyến ở Mỹ với band, gồm có điểm dừng ở The Roxy, The Whiskey, Avalon, Roseland(New York), Radio Shows, và khác nữa. Anh rời nhóm khi Dave "Phoenix" Farrell tái hợp với Linkin Park vào cuối năm 2000. Anh cũng đã chơi với Kottonmouth Kings và nhiều ca sĩ khác.